# Saint-Hilaire-de-Brens
Saint-Hilaire-de-Brens is een gemeente in het Franse departement Isère (regio Auvergne-Rhône-Alpes) en telt 487 inwoners (2005). De plaats maakt deel uit van het arrondissement La Tour-du-Pin.

## Geografie
De oppervlakte van Saint-Hilaire-de-Brens bedraagt 7,5 km², de bevolkingsdichtheid is 64,9 inwoners per km².
De onderstaande kaart toont de ligging van Saint-Hilaire-de-Brens met de belangrijkste infrastructuur en aangrenzende gemeenten.

## Demografie
Onderstaande figuur toont het verloop van het inwonertal (bron: INSEE-tellingen).